# Сильвестр (Гулевич-Воютинский)
Сильвестр Гулевич (в миру Симеон Михайлович Гулевич-Воютинский; ум. 1645) — православный епископ Перемышльский и Самборский.

## Биография
Происходил из воютинской ветви волынских дворян Гулевичей. До монашеского пострига служил земским писарем в Луцке.
В 1619 года был среди волынских дворян, кто основал и обязался охранять и защищать православное Луцкое братство. В этом же году, с согласия родственников записал на свою жену Александру Куликовску, владения в Охлопове, Дзединах (Dziedzianach) и Белостоке . В 1629 году будучи писарем земским Луцким, Семён получил от брата Павла Гулевич-Воютинского село Гать.
Будучи человеком деятельным и решительным, Симеон активно включается в борьбу, развернувшуюся на фоне противостояния и борьбы православных с экспансией униатской церкви.
Находится в числе участников сейма в Варшаве, выдвинувших кандидатуры Петра Могилы и Михайло Лозки (сына известной Гальшки Гулевичевны) на утверждение королём киевского митрополита.
20 марта 1633 году приняв монашество с именем Сильвестр, Симеон впервые выставил свою кандидатуру на вакантное место православного владыки Перемышльского и Самборского, которого добился только спустя три года. Должность писаря земского Луцкого, оставленную Симеоном-Сильвестром в 1637 г. занял другой представитель фамилии — Марек Гулевич.
Епископ Сильвестр отправился в свою епархию, сопровождаемый королевскими комиссарами, которые должны были передать ему назначенные монастыри, и желал поселиться именно в Спасском монастыре. Но, узнав, что монастырь захвачен униатским епископом Перемышльским Афанасием Крупецким, попытался его отобрать. 10 июня епископ Сильвестр занял вверенный ему монастырь. Епископ Афанасий Крупецкий тотчас принёс жалобу на епископа Сильвестра, обвиняя его в том, что он со своими сообщниками сделал разбойное нападение на Спасский монастырь. И пиотрковский трибунал, решивший это дело заочно, на основании пристрастного расследования, осудил в 1637 году владыку Сильвестра и многих его сообщников, в том числе до двухсот дворян, на инфамию— бесчестие. Наказание весьма тяжкое, приравнивавшееся баниции, или изгнанию из края, с лишением всех гражданских прав.
Вволынское дворянство, считавшее епископа Сильвестра одним из самых заслуженных своих собратий, скорбя о постигшей его участи, поручало своим послам ходатайствовать на сеймах 1638 и 1639 годов об отмене этого несправедливого судебного приговора и о выдаче владыке Сильвестру из королевской канцелярии «сублевации», то есть свидетельства об уничтожении этого приговора. О том же ходатайствовал в Варшаве и сам владыка Сильвестр.
Сначала ходатайство оставалось безуспешным, судя по тому, что после сейма 1640 года у епископа Сильвестра совсем было отобрали монастыри и церковные имения, ему назначенные. Но на следующем сейме он был освобождён от инфамии, так как постановлено было ввести его во владение теми самыми монастырями и имениями. Впрочем, и теперь епископ Афанасий (Крупецкий) не хотел уступить, и когда для ввода владыки Сильвестра во владение отправились по его поручению наместник его и еще один монах, то епископ Афанасий (Крупецкий) приказал их схватить и заключить в темницу. Епископ Сильвестр снова принужден был в 1644 году овладеть Спасским монастырем силою. Епископ Сильвестр добивался только того, что ему было определено волею короля и сейма; епископ Афанасий (Крупецкий) открыто сопротивлялся этой воле и не хотел отдать епископу Сильвестру того, на что он имел полное право. И если епископ Сильвестр употребил насилие, то потому единственно, что другого средства для достижения цели не оставалось и оно постоянно практиковалось тогда в подобных случаях. Упорство и намерение епископа Афанасия (Крупецкого), чтобы в Перемышльской епархии не мог утвердиться православный епископ, тем более были преступны, что преобладающее большинство в этой епархии еще составляли православные, по свидетельству даже униатского писателя.
В 1642 году епископ Сильвестр присутствовал на Соборе православного духовенства в Яссах и участвовал в рассмотрении книги митрополита Киевского и Галицкого Петра (Могилы) «Православное исповедание веры».
Скончался епископ Сильвестр в 1645 году.